# Walter Kitchener

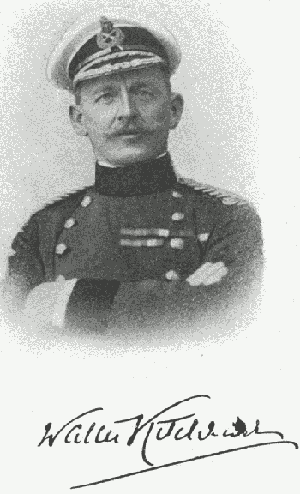
Walter Kitchener (1908)

Sir Frederick Walter Kitchener, KCB (* 26. Mai 1858; † 6. März 1912 in Hamilton, Bermuda) war ein britischer Offizier der British Army, der als Lieutenant-General von 1908 bis 1912 Gouverneur von Bermuda war.

## Leben

### Familiäre Herkunft, Offiziersausbildung und Zweiter Anglo-Afghanischer Krieg
Frederick Walter Kitchener war das jüngste von fünf Kindern von Lieutenant-Colonel Frederick Walter Kitchener und dessen erster Frau Frances Anne Chevallier. Seine militärische Laufbahn war über Jahre mit der Laufbahn seines zweitältesten Bruders Feldmarschall Horatio Herbert Kitchener verbunden, der von 1892 bis 1899 Oberbefehlshaber (Sirdar) der Ägyptischen Armee, zwischen 1900 und 1902 Oberbefehlshaber in Südafrika, von 1902 bis 1909 Oberbefehlshaber in Indien sowie zuletzt zwischen 1914 und seinem Tode 1916 Kriegsminister war und 1914 zum 1. Earl Kitchener erhoben wurde. Sein ältester Bruder Henry Elliott Chevallier Kitchener, war Colonel des Leichten Infanterieregiment Duke of Cornwall’s Light Infantry und erbte beim Tod seines unverheiratet und kinderlos gebliebenen jüngeren Bruders Horatio Herbert Kitchener 1916 den Titel als 2. Earl Kitchener.
Walter Kitchener wurde nach einer Offiziersausbildung am 11. September 1876 als Sub-Lieutenant der Infanterie in die British Army übernommen und als Lieutenant am 12. September 1878 zum 14th (Buckinghamshire) Regiment of Foot (The Prince of Wales’s Own) abgeordnet. Er nahm als Angehöriger der Kabul Field Force zwischen 1878 und 1880 am Zweiten Anglo-Afghanischen Krieg teil und wurde für seine dortigen Verdienste erstmals im Kriegsbericht erwähnt (Mentioned in dispatches). Am 29. Mai 1880 wurde er Adjutant des 14th Regiment of Foot, welches am 1. Juli 1881 in West Yorkshire Regiment (Prince of Wales’s Own) umbenannt wurde, und bekleidete diesen Posten bis zum 1. Januar 1885. Während dieser Zeit wurde er am 11. November 1882 zum Captain befördert.
Am 15. August 1891 wurde Kitchener zum Stab der Britisch-Indischen Armee abgeordnet und übernahm dort den Posten als stellvertretender Assistierender Generaladjutant für Ausbildung (Deputy-Assistant Adjutant-General for Instruction). In dieser Verwendung erfolgte am 7. März 1892 seine Beförderung zum Major im Stabsdienst.

### Mahdi-Aufstand

Die militärische Laufbahn von Frederick Walter Kitchener war über Jahre mit der Laufbahn seines zweitältesten Bruders Feldmarschall Horatio Herbert Kitchener verbunden.

Während des Mahdi-Aufstandes nahm Major Kitchener an der Dongola-Expedition 1896 teil und wurde als Direktor der Transabteilung des West Yorkshire Regiment am 3. November 1896 abermals im Kriegsbericht erwähnt und erhielt am 17. November 1896 den Brevet-Rang eines Lieutenant-Colonel. Darüber hinaus wurde ihm 1. März 1897 der osmanische Osmanié-Orden Vierter Klasse verliehen. Im weiteren Verlauf des Mahdi-Aufstandes nahm er an der Sudan-Expedition sowie der Schlacht von Omdurman am 2. September 1898 teil, wofür er am 5. September 1898 erneut im Kriegsbericht erwähnt wurde.
Walter Kitchener war zwischen 1898 und 1900 Kommandeur des 2. Bataillons des West Yorkshire Regiment und wurde am 3. Oktober 1898 auch mit dem osmanischen Mecidiye-Orden Dritter Klasse ausgezeichnet. Am 15. November 1898 wurde er mit dem lokalen Rang eines Colonel in das Ägyptische Heer (Egyptian Army) übernommen und am 20. März 1899 in den vollen Rang eines Lieutenant-Colonel befördert.

### Zweiter Burenkrieg und Divisionskommandeur in Britisch-Indien
Während des Zweiten Burenkrieges wurde Kitchener in die Südafrikanische Republik versetzt und wurde dort am 23. Februar 1900 als Brevet-Colonel unter gleichzeitiger Verleihung des lokalen Dienstgrades eines Major-General Kommandeur der 7th Infantry Brigade und Generalstabsoffizier der Südafrikanischen Bodentruppen (South African Field Force). Während des Burenkrieges war er Kommandant der Garnison Lydenburg sowie der Truppen in Western Transvaal. Aufgrund seiner Verdienste während des Zweiten Burenkrieges zwischen 1900 und 1992 wurde er wieder mehrmals im Kriegsbericht erwähnt (Mentioned in dispatches).
Kitchener, der für seine militärischen Verdienste 1902 auch Companion des Order of the Bath (CB) wurde, wurde nach dem Ende des Zweiten Burenkrieges 1902 nach Britisch-Indien versetzt. Dort war er zwischen November 1902 und November 1907 Befehlshaber der 3. Division (3rd Lahore Division) des I. Heereskorps des Heereskommandos Nord (Northern Command) der Britisch-Indischen Armee, deren Oberbefehlshaber zwischen 1902 und 1902 sein älterer Bruder General Herbert Kitchener, Viscount Kitchener of Khartoum, war. Zugleich war er von November 1902 bis November 1907 Kommandeur des Militärbezirks Erster Klasse Lahore in Meean Meer. In dieser Funktion erfolgte am 23. Oktober 1906 seine Beförderung zum Lieutenant-General.

### Gouverneur von Bermuda, Ehe und Nachkommen

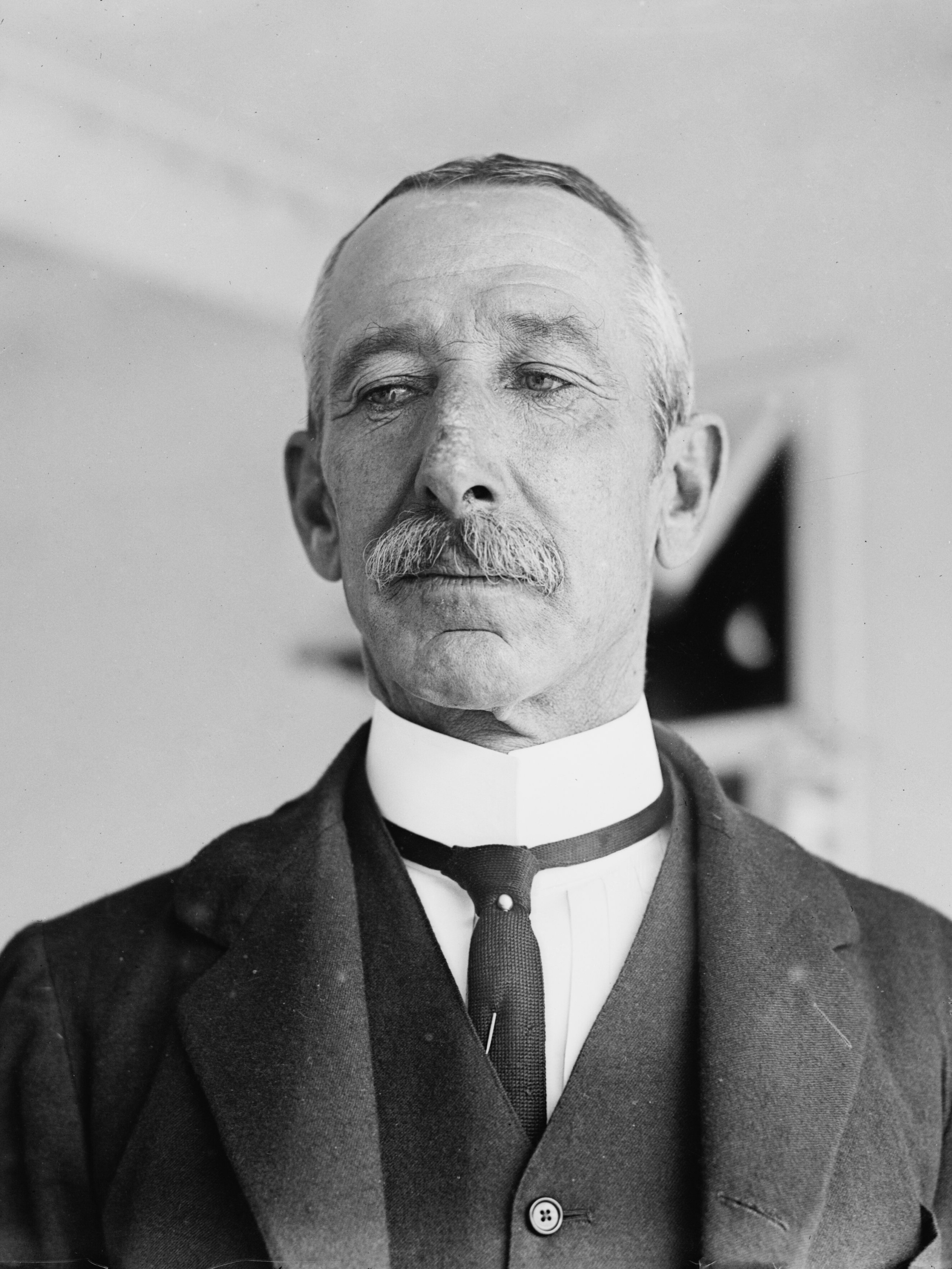
Als Nachfolger von Generalleutnant Sir Josceline Wodehouse war Kitchener von 1908 bis zu seinem Tode 1912 Gouverneur von Bermuda.

Am 7. September 1908 wurde Kitchener von König Eduard VII. zum Gouverneur von Bermuda sowie zum Oberkommandierenden der dortigen Truppen (Governor and Commander-in-Chief of the Bermudas or Somers Islands) ernannt und damit zum Nachfolger von Generalleutnant Sir Josceline Wodehouse. Das Amt des Gouverneurs von Bermuda bekleidete er zwischen Oktober 1908 und seinem Tod am 6. März 1912, woraufhin Lieutenant-General Sir George Mackworth Bullock seine dortige Nachfolge antrat.
Für seine langjährigen Verdienste wurde Frederick Walter Kitchener am 19. Juni 1911 zum Knight Commander des Order of the Bath (KCB) geschlagen, so dass er fortan das Prädikat „Sir“ führte. Aus seiner am 27. November 1884 in Sealkote in Britisch-Indien geschlossenen Ehe mit Caroline Louisa Fenton (1857–1901), Tochter von Major Charles Hamilton Fenton und dessen Ehefrau Mary Isabella Salmon gingen zwei Söhne und vier Töchter hervor, von denen die beiden ältesten Kinder Charles Chevallier Kitchener (1886–1889), Dorothy Kitchener (1887–1889) und das jüngste Kind Philippa Chevallier Kitchener († 1895) bereits als Kleinkinder verstarben. Die zweitälteste Tochter Frances Madge Kitchener (1889–1974) diente als Krankenschwester im Ersten Weltkrieg und wurde für ihre Verdienste mit dem Royal Red Cross (RRC) ausgezeichnet. Sein jüngerer Sohn Henry Hamilton Kitchener (1890–1984) diente als Major bei den Royal Engineers sowie später als Squadron Leader in der Royal Air Force (RAF). Die zweitjüngste Tochter Mary Esmé Kitchener (1892–1922) war mit Ronald Julius Wernher Gervers verheiratet, dem für seine militärischen Verdienste das Military Cross (MC) verliehen wurde. Nach seinem Tod war sein älterer Bruder Viscount Kitchener einer seiner Testamentsvollstrecker.